# Natação no Campeonato Europeu de Esportes Aquáticos de 2021 - 800 m livre feminino
A prova dos 800 metros livre feminino da natação no Campeonato Europeu de Esportes Aquáticos de 2021 ocorreu nos dias 17 e 18 de maio na Arena Danúbio, em Budapeste na Hungria. 

## Calendário
| Fase          | Data       | Hora  |
| ------------- | ---------- | ----- |
| Eliminatórias | 17 de maio | 12:07 |
| Final         | 18 de maio | 18:00 |

Todos os horários estão no horário local (UTC+1)

## Recordes
Antes desta competição, os recordes eram os seguintes:
|                       | Nadadora          | Tempo   | Local          | Data                 |
| --------------------- | ----------------- | ------- | -------------- | -------------------- |
| Recorde mundial       | Katie Ledecky     | 8:04.79 | Rio de Janeiro | 12 de agosto de 2016 |
| Recorde europeu       | Rebecca Adlington | 8:14.10 | Pequim         | 16 de agosto de 2008 |
| Recorde do campeonato | Jazmin Carlin     | 8:15.54 | Berlim         | 21 de agosto de 2014 |

## Medalhistas
| Ouro                    | Prata                          | Bronze             |
| Simona Quadarella (ITA) | Anastasiya Kirpichnikova (RUS) | Anna Egorova (RUS) |

## Resultados

### Eliminatórias
Esses foram os resultados das eliminatórias. 
| Pos. | Bateria | Raia | Nadadora                 | Nacionalidade | Tempo   | Notas |
| ---- | ------- | ---- | ------------------------ | ------------- | ------- | ----- |
| 1    | 3       | 4    | Simona Quadarella        | Itália        | 8:26.73 | Q     |
| 2    | 3       | 5    | Martina Caramignoli      | Itália        | 8:31.83 | Q     |
| 3    | 3       | 6    | Jimena Pérez             | Espanha       | 8:33.34 | Q     |
| 4    | 2       | 4    | Anastasiya Kirpichnikova | Rússia        | 8:33.50 | Q     |
| 5    | 2       | 3    | Julia Hassler            | Liechtenstein | 8:34.18 | Q     |
| 6    | 2       | 5    | Ajna Késely              | Hungria       | 8:35.71 | Q     |
| 7    | 3       | 3    | Anna Egorova             | Rússia        | 8:35.88 | Q     |
| 8    | 2       | 7    | María de Valdés          | Espanha       | 8:36.92 | Q     |
| 9    | 2       | 6    | Marlene Kahler           | Áustria       | 8:37.11 |       |
| 10   | 3       | 7    | Tamila Holub             | Portugal      | 8:41.91 |       |
| 11   | 2       | 2    | Diana Durães             | Portugal      | 8:44.81 |       |
| 12   | 3       | 9    | Imani de Jong            | Países Baixos | 8:48.02 |       |
| 13   | 3       | 2    | Beril Böcekler           | Turquia       | 8:49.57 |       |
| 14   | 2       | 1    | Bettina Fábián           | Hungria       | 8:51.41 |       |
| 15   | 3       | 1    | Daša Tušek               | Eslovênia     | 8:53.44 |       |
| 16   | 2       | 0    | Matea Sumajstorčić       | Croácia       | 8:55.63 |       |
| 17   | 1       | 5    | Arianna Valloni          | San Marino    | 8:56.15 |       |
| 18   | 2       | 9    | Klara Bošnjak            | Croácia       | 8:57.70 |       |
| 19   | 1       | 4    | Klaudia Tarasiewicz      | Polónia       | 8:57.71 |       |
| 20   | 3       | 0    | Kincső Gal               | Hungria       | 9:00.02 |       |
| 21   | 1       | 6    | Johanna Enkner           | Áustria       | 9:01.07 |       |
| 22   | 2       | 8    | Malene Rypestøl          | Noruega       | 9:02.08 |       |
| 23   | 1       | 3    | Ece Tanrıverdi           | Turquia       | 9:04.92 |       |
| 24   | 3       | 8    | Luca Vas                 | Hungria       | 9:05.39 |       |
| 25   | 1       | 2    | Nika Špehar              | Croácia       | 9:07.23 |       |
| 26   | 1       | 7    | Iva Hrsto                | Croácia       | 9:10.88 |       |
| 27   | 1       | 1    | Fatima Alkaramova        | Azerbaijão    | 9:14.91 |       |
| 28   | 1       | 8    | Katie Rock               | Albânia       | 9:54.60 |       |

### Final
Esse foi o resultado da final. 
| Pos.              | Raia | Nadadora                 | Nacionalidade | Tempo   | Notas            |
| ----------------- | ---- | ------------------------ | ------------- | ------- | ---------------- |
| Medalha de ouro   | 4    | Simona Quadarella        | Itália        | 8:20.23 |                  |
| Medalha de prata  | 6    | Anastasiya Kirpichnikova | Rússia        | 8:21.86 | Recorde nacional |
| Medalha de bronze | 1    | Anna Egorova             | Rússia        | 8:26.56 |                  |
| 4                 | 7    | Ajna Késely              | Hungria       | 8:27.31 |                  |
| 5                 | 5    | Martina Caramignoli      | Itália        | 8:29.81 |                  |
| 6                 | 2    | Julia Hassler            | Liechtenstein | 8:32.17 |                  |
| 7                 | 3    | Jimena Pérez             | Espanha       | 8:33.14 |                  |
| 8                 | 8    | María de Valdés          | Espanha       | 8:33.90 |                  |

Legenda
| Recorde mundial       | Recorde mundial (World record)               |                       | Recorde africano                      | Recorde africano (African) |                                           | Q | Classificado por posição (Qualified) |
| Recorde do campeonato | Recorde do campeonato (Championship record)  | Recorde da América    | Recorde da América (Americas)         | q                          | Classificado por melhor tempo (Qualified) |   |                                      |
| Melhor marca do ano   | Melhor marca do ano (World leading)          | Recorde asiático      | Recorde asiático (Asian)              | DNS                        | Não largou (Did not start)                |   |                                      |
| Recorde nacional      | Recorde nacional (National record)           | Recorde europeu       | Recorde europeu (European)            | DNF                        | Não terminou (Did not finish)             |   |                                      |
| Recorde pessoal       | Recorde pessoal do atleta (Personal best)    | Recorde da Oceania    | Recorde da Oceania (Oceania)          | DSQ / DQ                   | Desclassificado (Disqualified)            |   |                                      |
| Recorde da temporada  | Recorde da temporada do atleta (Season best) | Recorde sul-americano | Recorde sul-americano (South America) | NM                         | Sem marca (No mark)                       |   |                                      |